# Makak (ssaki)
Makak (Macaca) – rodzaj ssaków naczelnych z podrodziny koczkodanów (Cercopithecinae) w rodzinie koczkodanowatych (Cercopithecidae).

## Zasięg występowania
Rodzaj obejmuje gatunki występujące od Afryki Północnej po Japonię. Kolonia makaków berberyjskich  (M. sylvanus) żyje na skałach Gibraltaru.

## Charakterystyka
Długość ciała (bez ogona) 31,5–73,8 cm, długość ogona 0,4–71,5 cm; masa ciała 2–18,5 kg; samice są mniejsze i lżejsze od samców. Makaki charakteryzują się wydłużonym pyskiem i krótkim lub całkowicie zredukowanym ogonem. Są używane do badań biomedycznych. W trakcie takich badań po raz pierwszy wykryto układ grupowy Rh (zobacz: grupy krwi).

## Systematyka
Rodzaj zdefiniował w 1799 roku francuski przyrodnik Bernard Germain de Lacépède w rozdziale poświęconym podziałowi systematycznemu ssaków, opublikowanym w publikacji dotyczącej kursu historii naturalnej. Na gatunek typowy Lacépède wyznaczył (oznaczenie monotypowe) makaka berberyjskiego (M. sylvana). Wcześniejsze nazwy – Simia Karola Linneusza z 1758 roku i Pithecus Étienne’a Geoffroya Saint-Hilaire’ego & Frédérica Cuviera z 1795 roku – zastały uznane za nieważne na mocy uprawnień Międzynarodowej Komisji Nomenklatury Zoologicznej.

### Nazewnictwo
- Simia: łac. simia ‘małpa’[33]. Gatunek typowy (Linneuszowska tautonimia): Simia sylvanus Linnaeus, 1758.
- Pithecus: gr. πιθηκος pithēkos ‘małpa’[34]. Gatunek typowy: Geoffroy Saint-Hillaire i Cuvier nie wyznaczyli gatunku typowego.
- Macaca (Macaco, Macacus): port. macaca, rodzaj żeński od macaco ‘małpa’; Palmer sugeruje, że nazwa ta pochodzi od zaadaptowanego przez Buffona w 1766 roku słowa Macaquo oznaczającego w Kongo makaka[35].
- Inuus: w mitologii rzymskiej Inuus był bogiem opiekuńczym lasów i pól, utożsamianym z Panem[36]. Gatunek typowy (absolutna tautonimia): Inuus ecaudatus É. Geoffroy Saint-Hilaire, 1812 (= Simia sylvanus Linnaeus, 1758).
- Sylvanus: w mitologii rzymskiej Sylvanus lub Silvanus był bogiem lasu, utożsamianym z Panem[37].
- Silenus: w mitologii greckiej Silenus (gr. Σειλήνος Seilēnos) był przywódcą satyrów[38]. Gatunek typowy (oznaczenie monotypowe): Simia silenus Linnaeus, 1758.
- Magotus: fr. Magot, stara nazwa małpy, zaadaptowana przez Buffona w 1766 roku[39]. Gatunek typowy (oznaczenie monotypowe): „Les Magots” z Cuviera.
- Magus: gr. μαγος magos ‘kapłan, mędrzec perski, mag’[39]. Gatunek typowy: Lesson wymienił dwa gatunki – Simia maura von Schreber, 1774 (nomen dubium) i Simia sylvanus Linnaeus, 1758 – z których gatunkiem typowym jest Simia sylvanus Linnaeus, 1758.
- Pithes: gr. πιθηξ pithex ‘małpa’[40]. Gatunek typowy (oznaczenie monotypowe): Simia sylvanus Linnaeus, 1758.
- Cynopithecus: gr. κυων kuōn, κυνος kunos ‘pies’; πιθηκος píithēkos ‘małpa’[41]. Gatunek typowy: Cynocephalus niger Desmarest, 1822.
- Maimon: fr. nazwa Maimonet nadana przez Buffona w 1766 roku dla krótkoogoniastych małp[39]. Gatunek typowy: Wagner wymienił kilka gatunków – Macaca arctoïdes I. Geoffroy Saint-Hilaire, 1831, Macacus speciosus Murie, 1873 (= Macaca arctoides I. Geoffroy Saint-Hilaire, 1831), Simia Nemestrina Linnaeus, 1766, Cynocephalus niger Desmarest, 1822, Simia silenus Linnaeus, 1758 i Simia erythraea von Schreber, 1797 (= Cercopithecus mulatta E.A.W. Zimmermann, 1780) – z których gatunkiem typowym jest Simia silenus Linnaeus, 1758.
- Ouanderou: fr. nazwa ouanderou nadana przez Buffona w 1766 roku makakowi lwiemu[42]. Gatunek typowy: Simia silenus Linnaeus, 1758.
- Rhesus: w mitologii greckiej Rhesus (gr. Ῥησος Rhēsos) był księciem Troi[43]. Gatunek typowy (absolutna tautonimia): Simia rhesus Audebert, 1798 (= Cercopithecus mulatta E.A.W. Zimmermann, 1780).
- Salmacis: w mitologii greckiej Salmakis (gr. Σαλμακίς Salmakis) była najadą z jeziora w Karii (tj. słaba, zniewieściała osoba)[44].
- Pithex: gr. πιθηξ pithex ‘małpa’[40]. Gatunek typowy: Hodgson wymienił 2 gatunki – Macacus (Pithex) oinops Hodgson, 1840 (= Cercopithecus mulatta E.A.W. Zimmermann, 1780) i Macacus (Pithex) nipalensis Hodgson, 1840 (= Cercopithecus mulatta E.A.W. Zimmermann, 1780) – nie wyznaczjąc gatunku typowego.
- Lyssodes: gr. λυσσα lussa ‘wściekłość, furia’, od λυσσοω lussoō ‘wściekać się’; ειδος eidos ‘portret, twarz, gatunek, kształt, postać’, od ειδω eidō ‘być podobnym’[45]. Gatunek typowy: Macacus arctoides I. Geoffroy Saint-Hilaire, 1831.
- Nemestrinus: w mitologii rzymskiej Nemestrinus był bogiem gajów[46]. Gatunek typowy (oznaczenie monotypowe): Simia nemestrina Linnaeus, 1758.
- Vetulus: łac. vetulus ‘staruszek’, od vetus, veteris ‘stary, starożytny’; przyrostek zdrabniający -ulus[47].
- Zati: nazwa Zati ze wschodnich Indii dla makaka czepkowego[48]. Gatunek typowy: Reichenbach wymienił 4 gatunki – Macaca radiata É. Geoffroy Saint-Hilaire, 1812, Simia sinica Linnaeus, 1771, Zati Audebertii Reichenbach, 1862 (= Simia sinica Linnaeus, 1771) i Simia Cercopithecus sinicus pileatus Kerr, 1792 (nomen dubium) – z których gatunkiem typowym jest Macaca radiata É. Geoffroy Saint-Hilaire, 1812.
- Cynamolgus: gr. κυναμολγος kunamolgos ‘pies-dojarz’, od κυων kuōn, κυνος kunos ‘pies’; μολγος molgos ‘miech ze skóry, skóra’[49]. Gatunek typowy (Linneuszowska tautonimia): Macacus irus I. Geoffroy Saint-Hilaire, 1826 (= Simia fascicularis Raffles, 1821).
- Gymnopyga: gr. γυμνος gumnos ‘nagi, goły’; πυγη pugē ‘zad’[50]. Gatunek typowy (oznaczenie monotypowe): Macacus inornatus J.E. Gray, 1866 (= Macacus maurus Schinz, 1825)
- Aulaxinuus: gr. αυλαξ aulax, αυλακος aulakos ‘bruzda’; rodzaj Innus É. Geoffroy Saint-Hilaire, 1812[51]. Gatunek typowy: †Aulaxinus florentinus Cocchi, 1872.
- Cynomacaca: rg. κυων kuōn, κυνος kunos ‘pies’; rodzaj Macaca Lacépède, 1799[26]. Gatunek typowy: Papio ochreatus Ogilby, 1841.
- Szechuanopithecus: Syczuan, Chińska Republika Ludowa; πιθηκος pithēkos ‘małpa’[27]. Gatunek typowy (oryginalne oznaczenie): †Szechuanopithecus yangtzensis Yang & Liu, 1950 (= †Macacus anderssoni Schlosser, 1924).

### Podział systematyczny
Do rodzaju należą następujące gatunki:
| Grafika | Gatunek             | Autor i rok opisu                                             | Nazwa zwyczajowa     | Podgatunki         | Rozmieszczenie geograficzne | Podstawowe wymiary                             | Status IUCN |
| ------- | ------------------- | ------------------------------------------------------------- | -------------------- | ------------------ | --- | ---------------------------------------------- | ----------- |
|         | Macaca sylvanus     | (Linnaeus, 1758)                                              | makak berberyjski    | gatunek monotypowy | góry w Maroku (Rif, Atlas Wysoki i Średni) i Algierii (Kabylia Wielka i Mała); historycznie w zachodniej Tunezji; introdukowany do Gibraltaru | DC: 56–63 cm DO: szczątkowy MC: 9,9–14,5 kg    | EN          |
|         | Macaca silenus      | (Linnaeus, 1758)                                              | makak lwi            | gatunek monotypowy | Indie (wzgórza Ghatów Zachodnich od Anshi Ghats na północy do wzgórz Kalakkad na południu (Karnataka, Kerala i Tamilnadu)) | DC: 42–61 cm DO: 24–39 cm MC: 2–10 kg          | EN          |
|         | Macaca leonina      | (Blyth, 1863)                                                 | makak świńskoogonowy | gatunek monotypowy | północno-wschodnie Indie (na południe od rzeki Brahmaputra), wschodni Bangladesz, Mjanma (włącznie z archipelagiem Mergui), południowa Chińska Republika Ludowa (południowo-zachodni Junnan), Tajlandia (na południe od depresji Surat Thani/Krabi), Laos, Wietnam i Kambodża                   | DC: 40–59 cm DO: 16–25 cm MC: 4,4–9,1 kg       | VU          |
|         | Macaca nemestrina   | (Linnaeus, 1766)                                              | makak orientalny     | gatunek monotypowy | na południe od depresji Surat Thani/Krabi na Półwyspie Malajskim (włącznie z wyspami Penang, Tioman i Batan), Sumatra, Bangka i Borneo | DC: 43–74 cm DO: 13–25 cm MC: 5,4–13,6 kg      | EN          |
|         | Macaca pagensis     | (G.S. Miller, 1903)                                           | makak brunatny       | gatunek monotypowy | Indonezja (Wyspy Mentawai (Sipura, Północna i Południowa Pagai, wysepka Sinakak u wschodniego wybrzeża Pagai Południowego) | DC: 43–53 cm DO: 10–16 cm MC: 4,5–9 kg         | CR          |
|         | Macaca siberu       | Fuentes & M. Olson, 1995                                      | makak nadwodny       | gatunek monotypowy | Indonezja (Wyspy Mentawai (Siberut)) | DC: 40–48 cm DO: 10–16 cm MC: 4,5–9 kg         | EN          |
|         | Macaca nigra        | (Desmarest, 1822)                                             | makak czubaty        | gatunek monotypowy | Indonezja (północne Celebes (wschodni kraniec północnej, półwyspowej części wyspy), wyspy Manado Tua i Talisei; introdukowany na Moluki (wyspa Bacan)) | DC: 44–57 cm DO: 1,5–2,5 cm MC: 5,5–13 kg      | CR          |
|         | Macaca nigrescens   | (Temminck, 1849)                                              | makak czarnawy       | gatunek monotypowy | Indonezja (północne Celebes (na wschód od Gorontalo do rzeki Onggak Dumogar na północnej, półwyspowej części wyspy)) | DC: 50–60 cm DO: około 2,5 cm MC: brak danych  | VU          |
|         | Macaca hecki        | (Matschie, 1901)                                              | makak ciemny         | gatunek monotypowy | Indonezja (północno-zachodnie Celebes (od przesmyku Palu na północny wschód do miejsca tuż na wschód od Gorontalo, na północnej, półwyspowej części wyspy)) | DC: 50–68 cm DO: 2–3 cm MC: 7–10 kg            | VU          |
|         | Macaca tonkeana     | (A.B. Meyer, 1899)                                            | makak sulaweski      | gatunek monotypowy | Indonezja (środkowy Celebes (na południe do Latimojong, na południowy zachód do wyżyn zamieszkanych przez Toradżów, na południowy wschód do regionu jezior na południowo-wschodniej, półwyspowej części wyspy, na północny zachód do przesmyku) oraz Wyspy Togian))                             | DC: 50–68 cm DO: 3–7 cm MC: 8,6–12 kg          | VU          |
|         | Macaca maura        | (Schinz, 1825)                                                | makak czarny         | gatunek monotypowy | Indonezja (połiudniowo-zachodni Celebes (od Bontobahari do czubka południowo-zachodniej, półwyspowej części wyspy, na północ do depresji Tempe)) | DC: 46–69 cm DO: 2–7 cm MC: 3,8–10 kg          | EN          |
|         | Macaca ochreata     | (Ogilby, 1841)                                                | makak obuty          | gatunek monotypowy | Indonezja (południowo-wschodni Celebes, przez cały południowo-wschodnią, półwyspową część wyspy, rozciągając się na północ od regionu jezior) | DC: 40–59 cm DO: 3–6 cm MC: 3–9 kg             | VU          |
|         | Macaca brunnescens  | (Matschie, 1901)                                              | makak skromny        | gatunek monotypowy | Indonezja (wyspa Muna (gdzie prawdopodobnie został wytępiony), wyspa Buton, być może Pulau Labuan, u wybrzeży południowego Celebes)) | DC: 40–59 cm DO: 3–6 cm MC: 3–9 kg             | VU          |
|         | Macaca arctoides    | (I. Geoffroy Saint-Hilaire, 1831)                             | makak niedźwiedzi    | gatunek monotypowy | północno-wschodnie Indie, Bangladesz (być może wytępiony), półudniowo-środkowa Chińska Republika Ludowa, północna Mjanma, Tajlandia, Laos, Wietnam, Kambodża oraz północny Półwysep Malajski; introdukowany do Hongkongu                                                                        | DC: 48–65 cm DO: 1,7–8 cm MC: 7,5–15,5 kg      | VU          |
|         | Macaca fascicularis | (Raffles, 1821)                                               | makak krabożerny     | 9 podgatunków      | północny Bangladesz, południowa Mjanma, południowy Laos, południowy Wietnam, Kambodża, Tajlandia, półwyspowa część Tajlandii i Malezji oraz Filipiny; prawdopodobnie introdukowany na wyspy Penida i Timor                                                                                      | DC: 31–63 cm DO: 31–71 cm MC: 2,4–12 kg        | EN          |
|         | Macaca mulatta      | (E.A.W. Zimmermann, 1780)                                     | makak królewski      | gatunek monotypowy | Azja Południowa i Południowo-Wschodnia od około 36° N (Afganistan, Pakistan, Indie i Chińska Republika Ludowa) na południe do około 15° N (Indie, Tajlandia, Laos i Wietnam), a także Nepal, Bhutan, Mjanma i wyspa Hajnan                                                                      | DC: 37–66 cm DO: 12,5–31 cm MC: 3–14,1 kg      | LC          |
|         | Macaca fuscata      | (Blyth, 1875)                                                 | makak japoński       | 2 podgatunki       | Japonia (na południe od cieśniny Tsugaru (Honsiu, Sikoku, Kiusiu i oraz wyspy Kojima, Kashima, Awaji, Shōdoshima, Kinkasan i Yaku-shima) | DC: 47–65 cm DO: 8–9 cm MC: 4–18,4 kg          | LC          |
|         | Macaca cyclopis     | (Swinhoe, 1863)                                               | makak tajwański      | gatunek monotypowy | Tajwan (szerko rozpowszechniony we wshodnich górach) | DC: 42–65 cm DO: 35–50 cm MC: 5,5–18,5 kg      | LC          |
|         | Macaca sinica       | (Linnaeus, 1771)                                              | makak rozczochrany   | 3 podgatunki       | Sri Lanka (rozdrobniony zasięg na nizinach w strefach suchych i mokrych oraz na obszarach górskich) | DC: 40–53 cm DO: 46–62 cm MC: 2,3–8,4 kg       | EN          |
|         | Macaca radiata      | (É. Geoffroy Saint-Hilaire, 1812)                             | makak czepkowy       | 2 podgatunki       | Indie (na południe od rzeki Tapti na północy, na południe od rzeki Kryszna na wschodzie; introdukowany na Maskarenach | DC: 34–60 cm DO: 48–69 cm MC: 2,9–11,6 kg      | VU          |
|         | Macaca assamensis   | (McClelland, 1840)                                            | makak brodaty        | 2 podgatunki       | Azja Południowa i Południowo-Wschodnia w Napalu (na wschód od Tipling), północno-wschodnie Indie, Bhutan, południowo-środkowa Chińska Republika Ludowa, północna i wschodnia Mjanma, północna i zachodnia Tajlandia, Laos i Wietnam; odrębny zapis na południowo-zachodnim wybrzeżu Bangladeszu | DC: 43–73 cm DO: 17–36 cm MC: 4,9–16,5 kg      | NT          |
|         | Macaca munzala      | Sinha, Datta, Madhusudan & Mishra, 2005                       | makak skalny         | gatunek monotypowy | północno-wschodnie Indie (zachodni Arunachal Pradesh; niepotwierdzone zapisy z Mouling National Park w środkowym Arunachal Pradesh) i Bhutan; być może Tybet | DC:około 57 cm DO: około 26 cm MC: około 14 kg | EN          |
|         | Macaca selai        | Ghosh, Thakur, Singh, Dutta, Sharma, Chandra & Banerjee, 2022 |                      | gatunek monotypowy | północno-wschodnie Indie (Arunachal Pradesh); być może Bhutan i Chińska Republika Ludowa | DC: brak danych DO: 49–53 cm MC: brak danych   | NE          |
|         | Macaca leucogenys   | Li Cheng, Zhao Chao & Fan Pengfei, 2015                       |                      | gatunek monotypowy | południowo-wschodnia Chińska Republika Ludowa (północno-wschodni Tybet w powiecie Mêdog) i północno-wschodnie Indie (Arunachal Pradesh) | brak danych                                    | EN          |
|         | Macaca thibetana    | (Milne-Edwards, 1870)                                         | makak tybetański     | gatunek monotypowy | Chińska Republika Ludowa (zachodnia granica w Trzech Przełomyach Jangcy (zachodni i północno-zachodni Syczuan), południowa granica w Kuangsi)); obecność w północno-wschodnich Indiach niepewna                                                                                                 | DC: 51–71 cm DO: 4–14 cm MC: 9–18,3 kg         | NT          |

Kategorie IUCN:  LC  – gatunek najmniejszej troski,  NT  – gatunek bliski zagrożenia,  VU  – gatunek narażony,  EN  – gatunek zagrożony,  CR  – gatunek krytycznie zagrożony;  NE  – gatunki niepoddane jeszcze ocenie.
Opisano również gatunki wymarłe:
- Macaca anderssoni (Schlosser, 1924)[55] (Azja; plejstocen)
- Macaca libyca (Stromer, 1920)[56] (Afryka; miocen)
- Macaca majori (Azzaroli, 1946)[57] (Europa; plejstocen)
- Macaca jiangchuanensis Pan Yuerong, Peng Yanzhang & Zhang Xingyong, 1992[58] (Azja; plejstocen)
- Macaca palaeindica (Lydekker, 1884)[59] (Azja; miocen–plejstocen)